# Greatest Hits (álbum de April Wine)
Greatest Hits es el primer álbum recopilatorio de la banda de rock canadiense April Wine publicado en 1979. Se relanzó en formato de disco compacto en Canadá en 1991.

## Contenido
Este compilado contiene canciones de todos los álbumes de estudio anteriores al mismo, así como del disco en directo Live!, todos grabados de 1971 a 1978.

## Recepción
El 10 de noviembre de 1979, Greatest Hits alcanzó la 62.ª posición en la lista de los 100 álbumes más populares de la revista canadiense RPM.  En lo que a ventas se refiere, este recopilatorio fue certificado doble disco de platino por la Asociación Canadiense de la Música Grabada (CRIA por sus siglas en inglés) el 1 de mayo de 1982.

## Lista de canciones
Todas las canciones fueron escritas por Myles Goodwyn, excepto donde se indica lo contrario.

| Lado A |                                                          |                               |          |  |
| N.º    | Título                                                   | Escritor(es)                  | Duración |  |
| 1.     | «Fast Train» (de April Wine, 1971)                       |                               | 2:39     |  |
| 2.     | «Drop Your Guns» (de On Record, 1972)                    | David Henman                  | 3:31     |  |
| 3.     | «Weeping Widow» (de Electric Jewels, 1973)               | Robert Wright                 | 3:53     |  |
| 4.     | «Rock n' Roll is a Vicious Game» (de First Glance, 1978) |                               | 3:22     |  |
| 5.     | «Oowatanite» (de Stand Back, 1975)                       | Jim Clench                    | 3:35     |  |
| 6.     | «You Could Have Been a Lady» (de On Record, 1972)        | Erroll Brown / Anthony Wilson | 3:20     |  |
| 7.     | «Roller» (de First Glance, 1978)                         |                               | 3:34     |  |

| Lado B |                                                                      |                            |          |  |
| N.º    | Título                                                               | Escritor(es)               | Duración |  |
| 8.     | «Like a Lover, Like a Song» (de The Whole World's Goin' Crazy, 1975) |                            | 3:46     |  |
| 9.     | «I'm on Fire for You Baby» (de Live!, 1974)                          | David Elliott              | 3:29     |  |
| 10.    | «Lady Run, Lady Hide» (de Electric Jewels, 1973)                     | Goodwyn / Clench           | 2:57     |  |
| 11.    | «Bad Side of the Moon» (de On Record, 1972)                          | Elton John / Bernie Taupin | 3:22     |  |
| 12.    | «I Wouldn't Want to Lose Your Love» (de Stand Back, 1975)            |                            | 3:07     |  |
| 13.    | «You Won't Dance With Me» (de Forever for Now, 1977)                 |                            | 3:42     |  |
| 14.    | «Tonite is a Wonderful Time to Fall in Love» (de Stand Back, 1975)   |                            | 3:18     |  |
| 47:25  |                                                                      |                            |          |  |

## Créditos

### Músicos
- Myles Goodwyn - voz principal y coros, guitarra y teclados.
- Jim Henman - bajo, guitarra acústica y coros.
- Jim Clench - bajo y coros
- Steve Lang - bajo y coros
- David Henman - guitarra y coros
- Gary Moffet - guitarra y coros
- Brian Greenway - guitarra, armónica y coros.
- Ritchie Henman - percusiones
- Jerry Mercer - batería, percusiones y coros.

### Productores
- Myles Goodwyn
- Bill Hill
- Ralph Murphy
- Gene Cornish
- Dino Danelli
- Doug Morris

## Certificaciones
| País   | Asociación | Certificación | Unidades vendidas |
| ------ | ---------- | ------------- | ----------------- |
| Canadá | CRIA       | Doble Platino | 200.000           |

## Listas
| Año  | País   | Lista                       | Posición máxima |
| ---- | ------ | --------------------------- | --------------- |
| 1979 | Canadá | RPM Magazine Top 100 Albums | 62.º            |